# Kimsuky
Kimsuky (còn gọi là Velvet Chollima và Black Banshee) là một nhóm tin tặc APT của Bắc Triều Tiên chuyên nhắm vào các cơ quan tư vấn, ngành công nghiệp, nhà khai thác năng lượng hạt nhân của Hàn Quốc và Bộ Thống nhất Hàn Quốc vì mục đích gián điệp. Trong những năm gần đây, Kimsuky đã mở rộng hoạt động ra Nga, Mỹ và châu Âu.

## Lịch sử
Theo Cơ quan An ninh mạng và Cơ sở hạ tầng Mỹ (CISA), Kimsuky rất có thể đã hoạt động ít nhất từ năm 2012.
Tháng 3 năm 2015, có thông tin cho rằng Hàn Quốc tuyên bố Kimsuky đã đánh cắp dữ liệu từ Công ty Năng lượng Hạt nhân & Thủy điện Hàn Quốc.
Tháng 8 năm 2019, có thông tin cho rằng Kimsuky đang nhắm mục tiêu vào giới ngoại giao, chính phủ và quan chức quân đội về hưu của Hàn Quốc, trong một vụ tấn công mạng được mệnh danh là "vụ tấn công đầu tiên thuộc loại này".
Tháng 9 năm 2020, có thông tin cho rằng Kimsuky đã cố gắng hack dữ liệu từ máy tính của 11 quan chức Hội đồng Bảo an Liên Hiệp Quốc.
Một nhà lập pháp từ Đảng Quyền lực Nhân dân cho biết Kimsuky đã bị phát hiện trong mạng nội bộ thuộc Viện Nghiên cứu Năng lượng Nguyên tử Hàn Quốc vào tháng 5 năm 2021.